# Église Saint-Pierre-et-Saint-Paul de Dissay
L'église Saint-Pierre-et-Saint-Paul est située à Dissay, dans la Vienne.

## Description
L'édifice est inscrit aux monuments historiques depuis 1926.

## Galerie d'images

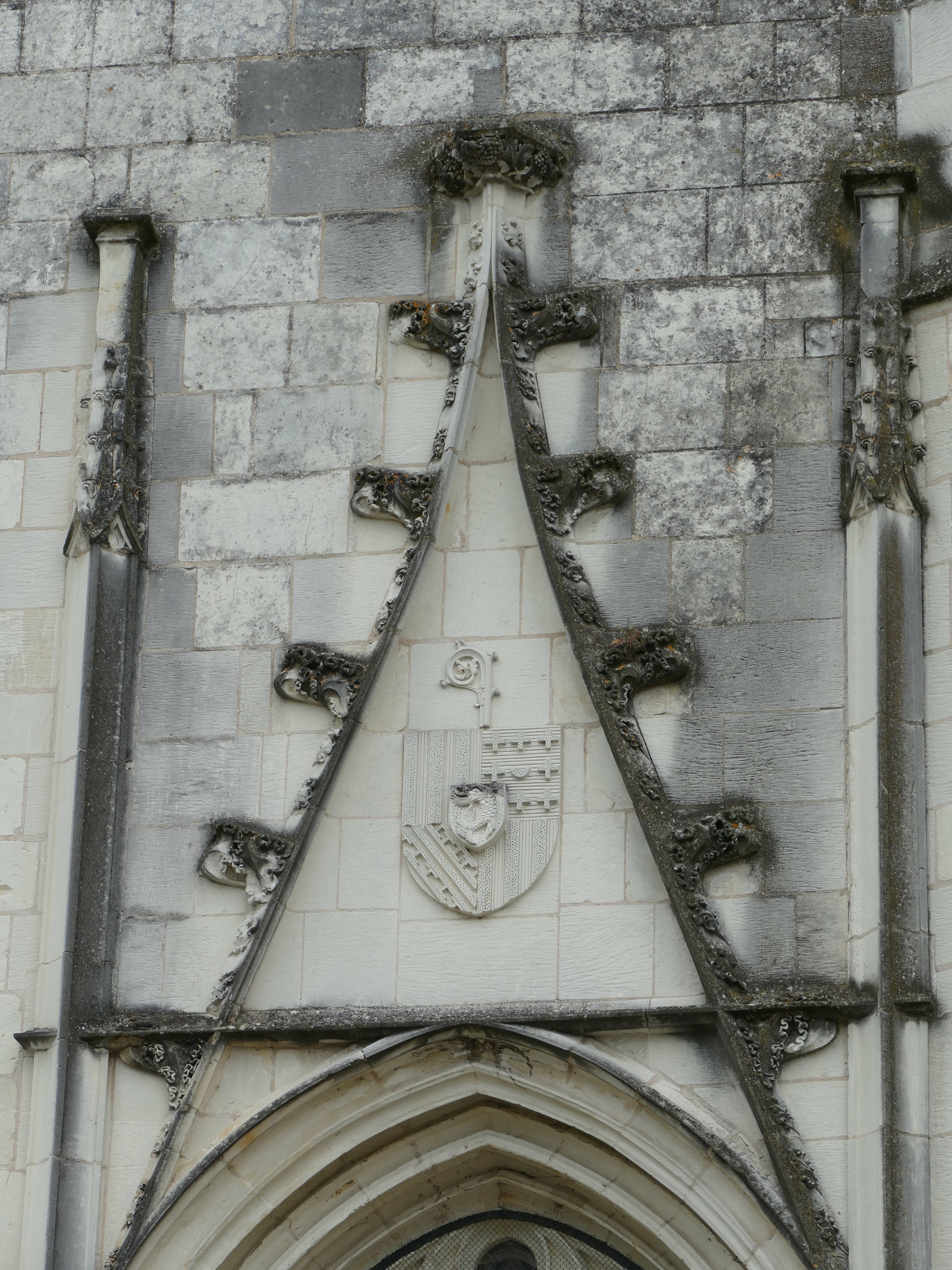
Détail de la façade
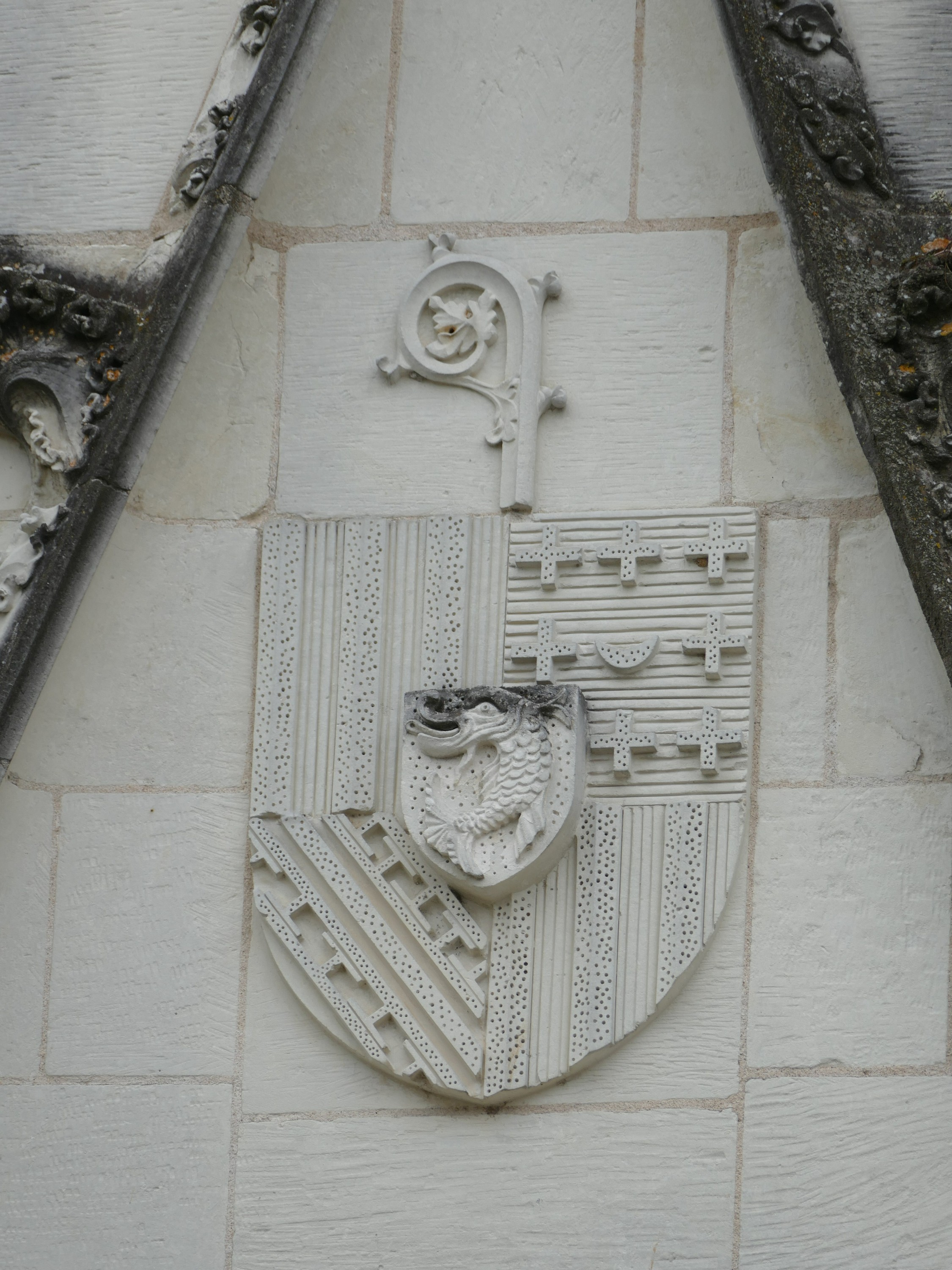
Blason sur la façade
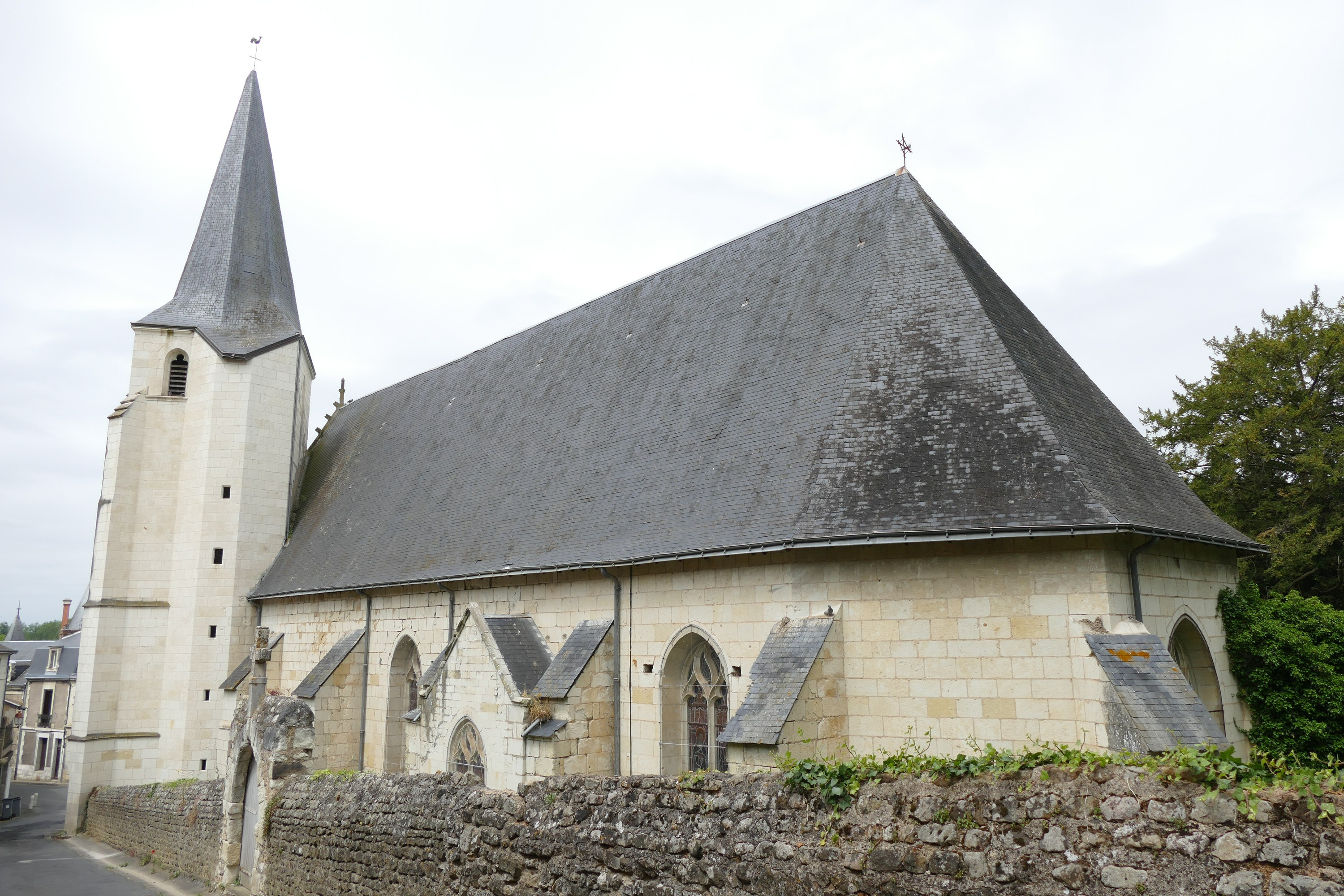
Le chevet
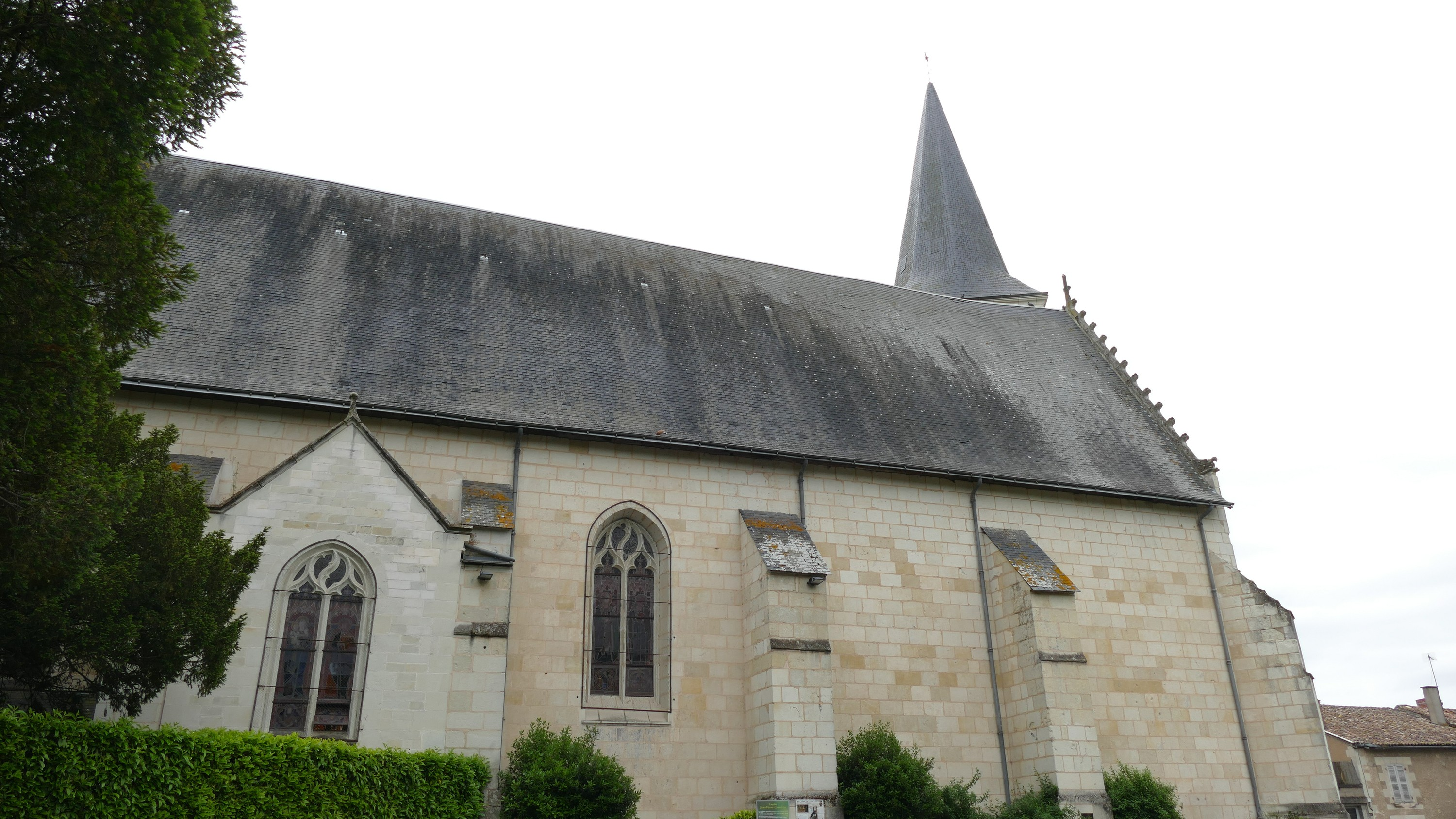
Le bas-côté